# Sutton (Essex)
Sutton is een civil parish in het bestuurlijke gebied Rochford, in het Engelse graafschap Essex met 136 inwoners.

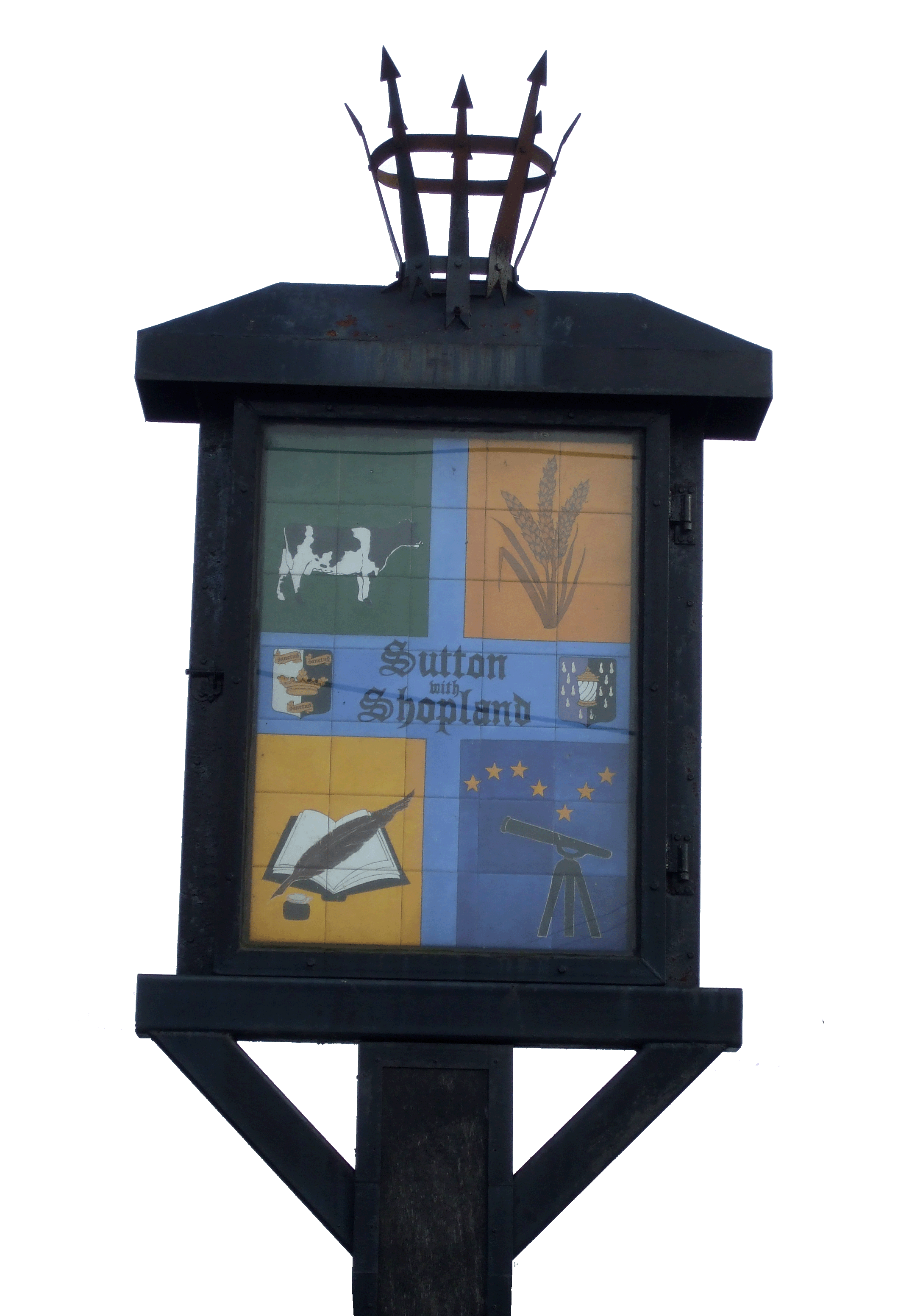
Sutton